# Tolowa
Tolowa (Smith River) je sjedilačko pleme Athapaskan Indijanaca iz doline rijeke Smith River na ekstremnom sjeverozapadu Kalifornije i na Crescent Bayu i Lake Earl. Pacifički Atapaski u ova kraj Kalifornije i susjednog Oregona došli su u kasnom prvom mileniju iz Kanade. Prema Kroeberu njihova populacija mogla je 1770. iznositi oko 450. Godine 1910. pobrojano ih je 110, da bi se 2000 popela na 200. Danas su nastanjeni na rezervatima Smith River Rancheria i Elk Valley Rancheria.

## Ime
Značenje riječi Tolowa nije poznato, od Naltunnetunne Indijanaca nazivani su Áqusta, u značenju "southern language". 

## Sela
Drucker, 1937. navodi sljedeća sela: Etculet, Ha'tsahothwut, Kehosli'hwut, Mestlte'tltun, Mi'litcuntun, Mu'nsontun, Munshri'na taso', Muslye', Na'kutat (zaselak Tatítun), Numore'tun (dugo napušteno), Sitragi'tum, Ta'gestlsatun, Ta'tatun, Tcestu'mtun, Tcunsu'tltun, Te'nitcuntun, Tltru'ome, Tro'let, Tunme'tun, Tushroshku'shtun I Yoto'kut.

## Etnografija
Sela Tolowa bila su stalna naselja uz obalu tokom zime, dok bi se ljeti kretali prema unutrašnjosti zbog ribolova na lososa i sakupljanja žira. Kuče su gradili od redwooda, sa zabatom, i slične onima kod Hupa i Yuroka, imale su rupu za dim, okrugli ulazni otvor na jednom kraju. Materijalnoj kulturi Tolowa pripada i izrada vrškova harpuna i strelica od kremena, noževa za rezanje životinjskog mesa i kamenih tesli za dubljenja redwoodovih debla u kanue. Opsidijan su morali nabavljati kupovinom, koja se obavljala zamjenom za drugu robu koju su imali. Platežno sredstvo bilo je i kod kao kod susjednih Hupa školjka-dentalium, skalp djetlića i oštrice opsidijana. Tolowe pripadaju kompleksu 'World Renewal'-a Karoka, Yuroka i Hupa. Jedediah Smith bio je prvi bijelac koji je prošao njihovom zemljom.

## Povijest
Bodega je Trinidad Bay posjetio još 1775. ali nije susreo ove Indijance, kao ni kapetan George Vancouver 1793. godine, ali je moguće u taj kraj donio koleru, koja se raširila i među njima. Prvi kontakt dolazi 1828. kada tuda prolazi Jedediah Smith. Pojavom bijele najezde 1850., naseljenika i rudara, Indijance pogađa kolera. Tolowe su 1872. prihvatili Ghost Dance kao i Slocumov (John Slocum) 'Indian Shaker Movement' 1929.

## Vanjkske poveznice
- Loren Bommelyn, Tolowa from Crescent City, California  Arhivirana inačica izvorne stranice od 21. travnja 2006. (Wayback Machine)
- Indian Trtibe History  Arhivirana inačica izvorne stranice od 17. lipnja 2006. (Wayback Machine)
- Tolowa